# Hanna Schwarz
Pour les articles homonymes, voir Schwarz.
Hanna Schwarz, née le 15 août 1943 à Hambourg, est une cantatrice mezzo-soprano allemande.

## Carrière
Elle étudie à Essen et débute dans le rôle de Maddalena dans Rigoletto de Verdi. En 1973 elle est engagée par le Staatsoper de Hambourg où elle interprète La Cenerentola de Rossini, Chérubin dans les Noces de Figaro de Mozart, Dorabella dans Cosi fan tutte de Mozart, Marfa dans la Khovantchina de Moussorgski, Dulcinée dans Don Quichotte de Jules Massenet. En 1975 elle fait ses débuts à Bayreuth où elle interprète Fricka dans l'Or du Rhin, Erda dans Siegfried, Brangäne dans Tristan et Isolde de Richard Wagner.
En 1976 elle débute à l'Opéra de Paris où elle joue le rôle de Preziosilla dans La Force du destin de Verdi, puis en 1979 figure dans la création de l'intégrale de l'opéra Lulu d'Alban Berg. Elle se produit ensuite sur les plus grandes scènes du monde, San Francisco, Berlin, Stuttgart, Washington, Londres.